# Rudolf Reuther
Rudolf Karl Reuther (* 23. Oktober 1912 in Münchhof; † 2008) war ein deutscher Physiker und Hochschullehrer.

## Leben und Werk
Reuther studierte nach dem in Döbeln erworbenen Gymnasialabschluss ab 1932 Physik, erwarb 1937 den Abschluss als Diplom-Physiker, promovierte 1944 zum Dr.-Ing. und am 10. Dezember 1952 habilitierte er sich an der Technischen Hochschule Dresden. Dort wurde er 1953 zum Professor mit Lehrauftrag ernannt. 1956 erhielt er den vollen Lehrauftrag und wurde Direktor des Wissenschaftlichen Photographischen Instituts der TH Dresden. Von 1969 bis zu seiner Emeritierung 1977 war er Professor für Experimentalphysik/Photophysik an der Sektion Physik der TU Dresden.

## Schriften (Auswahl)
- Untersuchungen über Farbumstimmung. 1944.
- Untersuchungen über die Änderung der Wahrnehmung von Farb- und Helligkeitswerten durch den Simultankontrast. 1951.
- Die Grundlagen der wissenschaftlichen Photographie. Lehrbrief 1. Berlin 1964.
- Die Grundlagen der wissenschaftlichen Photographie. Lehrbrief 2. Berlin 1964.
- Die Grundlagen der wissenschaftlichen Photographie. Lehrbrief 3. Berlin 1964.
- Die Grundlagen der wissenschaftlichen Photographie. Lehrbrief 4. Berlin 1964.